# Демьян, Иван Константинович
Ива́н Константи́нович Демья́н (род. 13 февраля 1969, Новые Анены, Молдавская ССР, СССР) — музыкант, поэт, певец, автор-исполнитель, лидер российской рок-группы «7Б».

## Биография
Родился 13 февраля 1969 года в Молдавской ССР, в городе Новые Анены — между Кишинёвом и Тирасполем. По национальности молдаванин. Отец — Константин Михайлович Демьян (09.05.1945—09.10.1999). Мать умерла 09.02.2009. 
Прожил в Новых Аненах вплоть до окончания восьмилетки. В третьем классе начал заниматься дзюдо, по окончании школы стал кандидатом в мастера спорта. После окончания школы в городе Северодонецке (Украинская ССР) поступил в училище. Окончил ПТУ по профессии слесарь-монтажник нефтехимической промышленности, работал жестянщиком — ремонтировал автомобили. В ПТУ был известен своим буйным нравом и взрывным характером. За непристойное поведение был насильно отправлен в местную психиатрическую больницу. Из-за этого не мог быть призван в армию, а с детства мечтал стать военным лётчиком. В 1987 - 1989 годах отслужил в армии СССР. Пойти в армию Ивану помог его отец, договорившись с психиатром из военкомата. Во время службы окончил школу младших авиационных специалистов (ШМАС), получил воинское звание — старшина запаса лётной эскадрильи. Во время войны в Приднестровье вместе с женой и маленьким ребёнком был вынужден уехать из Молдавии в Воронежскую область России, откуда была родом его жена. Эта война и многие другие войны на постсоветском пространстве сильно повлияли на творчество артиста — военная тематика присутствует во многих песнях группы «7Б». В 1990-х Демьян отбывал наказание (четыре года и три месяца) в одном из воронежских лагерей по 117 статье УК РСФСР. В 1997 году, проживая в посёлке Таловая Воронежской области, написал свою первую песню — первый раз он её исполнил на квартире у своего друга, а уже через неделю он собрал первую группу и назвал её «Религия», которая стала лауреатом двух местных рок-фестивалей. После был приглашён к сотрудничеству продюсером Алексеем Манжосовым. 8 марта 2001 коллектив начал работу над альбомом, и именно эта дата стала официальным днём рождения группы 7Б. Дебют на «Нашем Радио» с песней «Молодые ветра» позволил группе войти в призовую тройку «Чартовой дюжины» и остаться там на два месяца. В июне вторая песня «Неизвестный солдат» в передаче «Оно вам надо?» на том же радио набрала 100 % голосов радиослушателей, что стало уникальным достижением рубрики. Вскоре Демьян подписал контракт с «Real Records» и начал давать концерты — первый из них был дан на фестивале «Нашествие-2001». Осенью с Демьяном начал работу Иван Шаповалов (продюсер группы «Taту»), который представлял его коллектив на всех концертах как «Иван Демьян и 7Б».
Иван Демьян подарил группе «Taту» две свои песни: «Что не хватает» и «Защищаться очками» («Я буду»).
19 июля 2010 Иван Демьян, пытаясь выбраться из квартиры приятельницы (в которой его запер продюсер), упал с пятого этажа, но остался жив. Несмотря на травму позвоночника он отказался отменять запланированные концерты.

## Личная жизнь
Разведён. Сын Владислав, 1990 года рождения(участник группы VID), и дочь София. В 2016 году родилась внучка Мирра.

## Общественная деятельность
Поддержал вторжение России на Украину, а также по словам музыканта, еще с 2015 года не раз выступал на концертах в городах востока Украины, на стороне сепаратистов. В 2022 году принял участие в марафоне «Zа Россию» в поддержку нападения на Украину.  
1 июня 2022 года Латвия запретила Демьяну въезд в страну из-за поддержки вторжения и оправдывания российской агрессии.